# Francisca Puelles González
Francisca Puelles González, també coneguda com a Amaya (La Rioja, 18 de gener de 1921 - València, 1989), fou una refugiada espanyola.

## Biografia
Filla de Cecilio Puelles Montoya i Francisca González Díaz. Era la segona de set germans. Els seus pares eren mestres nacionals i les destinacions cambiaven amb freqüència, per la qual cosa els fills anaren naixent en diferents poblacions del nord d'Espanya. El 1934 coincidiren a Gijón, on arribaren la vespra de la revolució d'octubre. Francisca va fer l'examen d'ingrés a l'Institut Jovellanos i en octubre anà a l'institut per primera vegada.
Els esdeveniments de la revolució dels miners la impressionaren vivament i per primera vegada va veure morts al carrer. Els pares militaven en Esquerra Republicana. Quan esclatà la guerra, els Puelles es traslladaren al col·legi on ensenyava el pare. En agost, Aureliano, el germà major, va anar a cercar menjar i no va tornar. El trobaren al dipòsit de cadàvers amb un tret a la templa... Cada dia els caces alemanys arribaven volant des de la mar i bombardejaven Gijón. La mare era directora de la Junta d'orfes del magisteri. Francisca continuava estudiant i s'havia afiliat a la FUE, però davant l'augment dels bombardeigs, els pares decidiren que els quatre fills mascles embarcaren cap a la Unió Soviètica. I, front a la caiguda imminent de la ciutat, els pares, Francisca i la seua germana Olga de tres anys embarcaren en un vaixell de càrrega anglès de carbó que va burlar el bloqueig i els deixà en França.
Com la guerra no havia acabat, els francesos els obligaren a tornar a Espanya. A Barcelona s'assabentaren de la caiguda de Gijón i la família s'instal·là a València. El pare va morir un mes després a la colònia de xiquets on havien sigut traslladats provisionalment. La mare va continuar ensenyant en la mateixa colònia i Francisca es va matricular de cinquè curs a l'Institut Lluís Vives, que aleshores era mixt. A l'entrada de les tropes franquistes el 30 de març de 1939 la mare, Francisca i Olga, que s'allotjaven en el convent d'El Carmen, veieren com les dones que les atenien i que anaven vestides de civil reprenien els hàbits de monja. Els donaren una setmana per anar-se’n. A fi de sobreviure, la família va haver de separar-se: la mare, que havia perdut el seu lloc en el grup escolar no gosava a eixir al carrer per por.
Francisca/Amaya anà a Godella a viure amb la família d'una amiga. I Olga fou adoptada per una família d'Almenara. Tant Amaya com sa mare passaren grans penalitats. La mare va començar a donar classes particulars i Amaya desistí de convalidar els estudis que les autoritats franquistes no reconeixien. Va aprendre taquigrafia i mecanografia pel seu compte i es va posar a treballar a la Delegació en València de l'AEG –empresa alemanya d'aparells elèctrics. El 1947 es casà amb Vicente Muñoz Suay, amb qui va tenir un fill, Vicente Muñoz Puelles –escriptor–. El 1957, després de vint anys d'absència, els quatre germans –Ramón, Cecilio, Manuel i Mario– tornaren de la Unió Soviètica i s'establiren a València.
Amaya va morir a València el 1989. Durant els últims anys va tenir unes amigues fidels, Teresa Ramonet Gas i Carmen Orozco, cosina del seu marit, d'una família també compromesa antifranquista.